# Seleção Brasileira de Ginástica Artística Masculina
A Seleção Brasileira de Ginástica Artística Masculina representa o Brasil nas competições internacionais da FIG.

## História
O Brasil participou duas vezes da competição por equipes masculinas dos Jogos Olímpicos. Também participou da competição por equipes masculinas do Campeonato Mundial de Ginástica Artística ? vezes. Nos Jogos Olímpicos de 2012, Arthur Zanetti se tornou o primeiro brasileiro a conquistar uma medalha olímpica na ginástica artística masculina, conquistando o ouro nas argolas.

## Composição atual
| Nome                      | Data de nascimento e idade       | Local de nascimento    | Clube                                                  |
| ------------------------- | -------------------------------- | ---------------------- | ------------------------------------------------------ |
| Arthur Zanetti            | 16 de abril de 1990 (34 anos)    | São Caetano do Sul, SP | Associação de Ginástica Di Thiene de Pais (AGITH) - SP |
| Arthur Nory               | 18 de setembro de 1993 (31 anos) | Campinas, SP           | Esporte Clube Pinheiros (ECP) - SP                     |
| Bernardo Actos            | 28 de maio de 1999 (25 anos)     | Sete Lagoas, MG        | Minas Tênis Clube (MTC) - MG                           |
| Caio Souza                | 12 de setembro de 1993 (31 anos) | Volta Redonda, RJ      | Minas Tênis Clube (MTC) - MG                           |
| Diogo Soares              | 12 de abril de 2002 (22 anos)    | Piracicaba, SP         | Clube de Regatas do Flamengo (CRF) - RJ                |
| Francisco Barretto Júnior | 31 de outubro de 1989 (35 anos)  | Ribeirão Preto, SP     | Esporte Clube Pinheiros (ECP) - SP                     |
| Gabriel Faria Barbosa     | 14 de maio de 1998 (26 anos)     |                        | Minas Tênis Clube (MTC) - MG                           |
| Leonardo Souza            | 25 de agosto de 1995 (29 anos)   |                        | Esporte Clube Pinheiros (ECP) - SP                     |
| Lucas Bitencourt          | 12 de março de 1994 (31 anos)    | Americana, SP          | Minas Tênis Clube (MTC) - MG                           |
| Patrick Sampaio           | 7 de setembro de 2002 (22 anos)  | Resende, RJ            | Esporte Clube Pinheiros (ECP) - SP                     |
| Tomás Florêncio           | 25 de abril de 2000 (24 anos)    |                        | Associação de Ginástica Di Thiene de Pais (AGITH) - SP |
| Yuri Guimarães            | 25 de julho de 2003 (21 anos)    | SP                     | Associação de Ginástica Di Thiene de Pais (AGITH) - SP |

## Resultados das competições por equipes

### Jogos Olímpicos
- 1896 até 2012 — não participou
- 2016 — 6º lugar
Francisco Barretto Júnior, Diego Hypólito, Arthur Nory, Sérgio Sasaki, Arthur Zanetti
- 2020 — 9º lugar
Francisco Barretto Júnior, Arthur Nory, Diogo Soares, Caio Souza
- 2024 — não se qualificou

### Campeonato Mundial
- 1989 — 24º lugar
- 1991 — 25º lugar
- 1994 até 1999 — não participou
- 2001 — 23º lugar
Charley Malewschik, Danilo Nogueira, Maximiliano Monte, Michel Conceição, Mosiah Rodrigues, Vitor Camargo
- 2003 — 19º lugar
Danilo Nogueira, Diego Hypólito, Michel Conceição, Mosiah Rodrigues, Victor Rosa, Vitor Camargo
- 2006 — 18º lugar
Caio Costa, Diego Hypólito, Luiz Anjos, Michel Conceição, Mosiah Rodrigues, Victor Rosa
- 2007 — 17º lugar
Arthur Zanetti, Danilo Nogueira, Diego Hypólito, Luiz Anjos, Mosiah Rodrigues, Victor Rosa
- 2010 — 19º lugar
Danilo Nogueira, Felipe Polato, Francisco Barretto Júnior, Mosiah Rodrigues, Pericles Silva, Sérgio Sasaki
- 2011 — 13º lugar
Arthur Zanetti, Diego Hypólito, Francisco Barretto Júnior, Pericles Silva, Petrix Barbosa, Sérgio Sasaki
- 2014 — 6º lugar
Arthur Nory, Arthur Zanetti, Diego Hypólito, Francisco Barretto Júnior, Lucas Bitencourt, Sérgio Sasaki
- 2015 — 8º lugar
Arthur Nory, Arthur Zanetti, Caio Souza, Diego Hypólito, Francisco Barretto Júnior, Lucas Bitencourt
- 2018 — 7º lugar
Arthur Nory, Arthur Zanetti, Caio Souza, Francisco Barretto Júnior, Lucas Bitencourt
- 2019 — 10º lugar
Arthur Nory, Arthur Zanetti, Caio Souza, Francisco Barretto Júnior, Lucas Bitencourt
- 2022 — 7º lugar
Arthur Nory, Caio Souza, Diogo Soares, Lucas Bitencourt, Yuri Guimarães. Reserva: Patrick Sampaio
- 2023 — 13º lugar
Arthur Nory, Bernardo Actos, Diogo Soares, Patrick Sampaio, Yuri Guimarães. Reserva: Arthur Zanetti

## Ginastas mais condecorados
Esta lista inclui todas os ginastas artísticos brasileiros que conquistaram medalha nos Jogos Olímpicos, no Campeonato Mundial de Ginástica Artística ou na Final da Copa do Mundo FIG de 1975 a 2008.
| Pos. | Ginasta        | Anos      | TF | AA | FX                                           | PH | SR                            | VT   | PB | HB        | Total Olimpíadas | Total Mundial | Total Copa do Mundo | Total |
| ---- | -------------- | --------- | -- | -- | -------------------------------------------- | -- | ----------------------------- | ---- | -- | --------- | ---------------- | ------------- | ------------------- | ----- |
| 1    | Diego Hypólito | 2004–2016 |    |    | 2016 2007 2005 2006 2014 2011 2004 2006 2008 |    |                               | 2006 |    |           | 1                | 5             | 4                   | 10    |
| 2    | Arthur Zanetti | 2007–2023 |    |    |                                              |    | 2012 2016 2013 2018 2014 2011 |      |    |           | 2                | 4             | 0                   | 6     |
| 3    | Arthur Nory    | 2009–2023 |    |    | 2016                                         |    |                               |      |    | 2019 2022 | 1                | 2             | 0                   | 3     |

## Melhores resultados internacionais
| Evento                                 | TF | AA | FX | PH | SR | VT | PB | HB |
| -------------------------------------- | -- | -- | -- | -- | -- | -- | -- | -- |
| Jogos Olímpicos                        | 6  | 9  | 2  | 17 | 1  | 8  | 17 | 5  |
| Campeonato Mundial                     | 6  | 5  | 1  | 11 | 1  | 5  | 7  | 1  |
| Final da Copa do Mundo FIG (1975–2008) | —  |    | 1  |    |    | 3  |    |    |
| Jogos Pan-Americanos                   | 1  | 1  | 1  | 1  | 1  | 1  | 2  | 1  |
| Campeonato Pan-Americano               | 1  | 1  | 1  | 1  | 1  | 1  | 1  | 1  |
| Jogos Pan-Americanos Júnior            | 2  | 6  | 7  | 3  | 5  |    | 2  | 1  |
| Campeonato Pan-Americano Juvenil       | 1  | 1  | 1  | 3  | 1  | 1  | 1  | 1  |
| Jogos Sul-Americanos                   | 1  | 1  | 1  | 1  | 1  | 1  | 1  | 1  |
| Jogos Sul-Americanos da Juventude      | 1  | 1  | 1  | 1  | 1  | 1  | 2  | 1  |
| Campeonato Sul-Americano               | 1  | 1  | 1  | 1  | 1  | 1  | 1  | 1  |
| Copa do Mundo de Individual Geral FIG  | —  | 2  | —  | —  | —  | —  | —  | —  |
| Copa do Mundo de Aparelhos FIG         | —  | —  | 1  | 2  | 2  | 1  | 1  | 2  |
| Copa do Mundo Challenge FIG            | —  | —  | 1  | 2  | 1  | 1  | 1  | 1  |
| Jogos Olímpicos da Juventude           | —  | 3  | 14 | 7  | 6  | 4  | 9  | 2  |
| Campeonato Mundial Juvenil             |    | 10 |    |    | 2  | 5  |    | 6  |
| Universíada                            |    |    |    |    | 1  | 3  |    | 2  |